# Nemeura gaerdesi
Nemeura gaerdesi är en insektsart som beskrevs av Bo Tjeder 1967. Nemeura gaerdesi ingår i släktet Nemeura och familjen Nemopteridae. Inga underarter finns listade i Catalogue of Life.